# Daniel Oliver
Daniel Oliver (6. února 1830 Newcastle upon Tyne – 21. prosince 1916 Kew) byl anglický botanik.

## Život a kariéra
Rodiče Daniela Olivera, Andrew a Jane Oliver von Benwell Hills, byli kvakeři. Oliver navštěvoval Society of Friends' School v Brookfieldu.
Roku 1858 začal pracovat v Royal Botanic Gardens v Kew. Mezi lety 1860 až 1890 byl správcem zdejšího herbáře. Na University College London působil v letech 1861 až 1888 jako profesor botaniky.
Roku 1853 se stal členem Linnean Society of London a roku 1893 mu byla udělena Zlatá medaile Linného společnosti. Členem Royal Society byl zvolen roku 1863.

## Dílo
- The botany of the Speke and Grant Expedition … (spoluautoři James Augustus Grant a John Gilbert Baker), 1872–1875
- Illustrations of the principal natural orders of the vegetable kingdom, 1874
- Flora of Tropical Africa (svazek 1 až 3), 1868–1877